# Deroplatys desiccata
Deroplatys desiccata, auch bekannt unter dem Namen „Totes Blatt“ (der aber auch für andere Arten wie Deroplatys lobata verwendet wird), englisch „giant dead leaf mantis“ ist eine Fangschrecke aus Südostasien aus der Unterfamilie Deroplatyinae.

## Merkmale

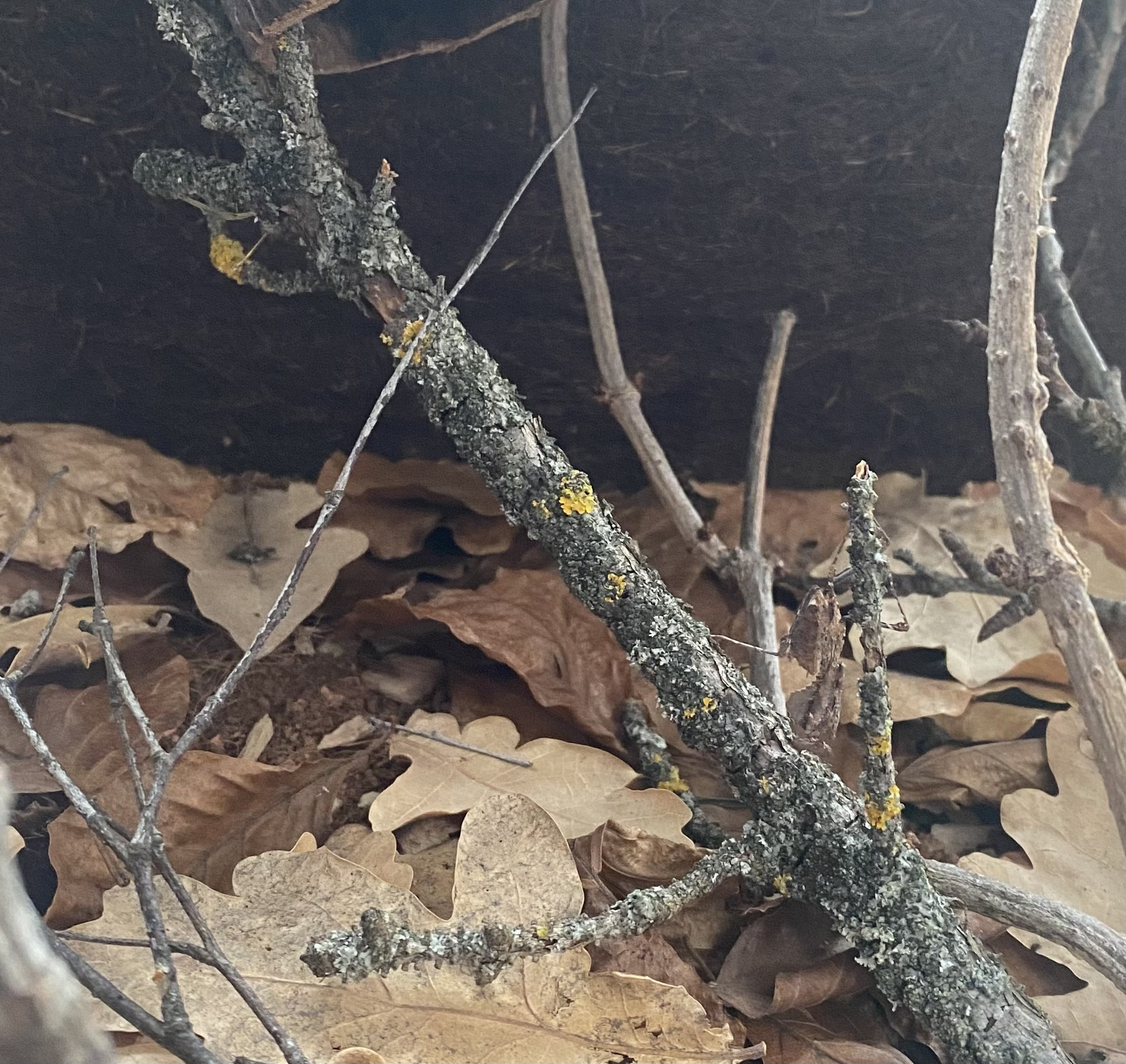
Deroplatys desiccata in natürlicher Umgebung

Der Name „Totes Blatt“ rührt von der Ähnlichkeit mit abgestorbenen, am Boden liegendem Laub und anderer toter Vegetation. Auch der abgeflachte, stark verlängerte Thorax und die Blattmuster auf den Flügeln sind stark an diesen Lebensraum angepasst. Die Färbung von D. desiccata variiert von hell bis dunkel melierten Brauntönen über blasses Orangebraun bis hin zu einem fast schwarzen Braunton.
Die Tarnung wird neben dem Aussehen auch durch das Verhalten verstärkt. Wenn D. desiccata sich gestört fühlt, schaukelt sie leicht hin und her, um vorzutäuschen, ein vom Wind erfasstes Blatt zu sein. Wenn die Art sich bedroht fühlt, oder angegriffen wird, lässt sie sich normalerweise zu Boden fallen und bleibt solange regungslos liegen, bis sie sich wieder sicher fühlt. Die Fangschrecke kann aber auch mit einer Drohgebärde reagieren, wobei die ausgebreiteten Ala (Unterflügel), auf denen sich große Augenflecken befinden präsentiert werden. Zudem werden die auf der Innenseiten rötlich gefärbten Fangarme gespreizt, um größer und gefährlicher zu wirken. Komplexe Linien, die wie natürliche Blattadern aussehen, sowie die vorher schon erwähnte, gut angepasste Farbe sind für diese Art vorteilhaft, da sie nachweislich die Aufmerksamkeit von Fressfeinden aus der Luft, als auch die von anderen Insekten vermeidet, was sich für die Jagd positiv auswirken kann.
Wie die englische Bezeichnung schon verrät, ist D. desiccata größer als andere Arten der Unterfamilie Deroplatyinae: Die Weibchen erreichen Größen von 75 bis 80 Millimeter, Männchen dagegen weisen den für Fangschrecken typischen Sexualdimorphismus auf; sie werden nur 65 bis 70 mm groß und sind damit wesentlich kleiner und auch leichter als die Weibchen. Ein weiterer Unterschied zwischen Männchen und Weibchen besteht bei dem Proscutum, das bei den weiblichen Exemplaren auf beiden Seiten spitz zulaufen, während bei den männlichen Tieren rundere Formen dokumentiert wurden. Zudem weisen die Männchen eine hellere, leicht gelbliche Farbe auf, die Weibchen hingegen dunklere Färbungen.

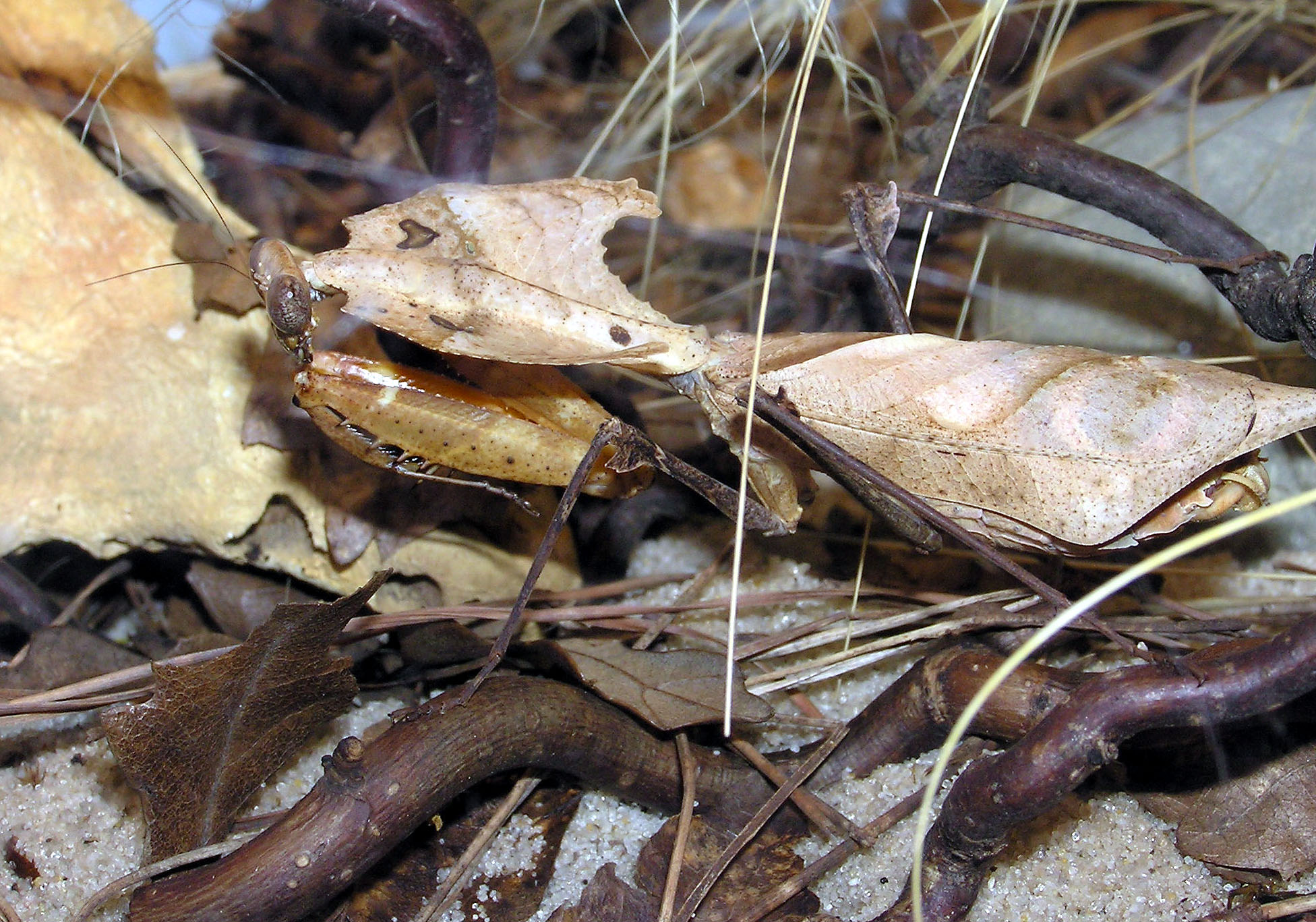
Adultes Weibchen im Zoo von Bristol, 2007
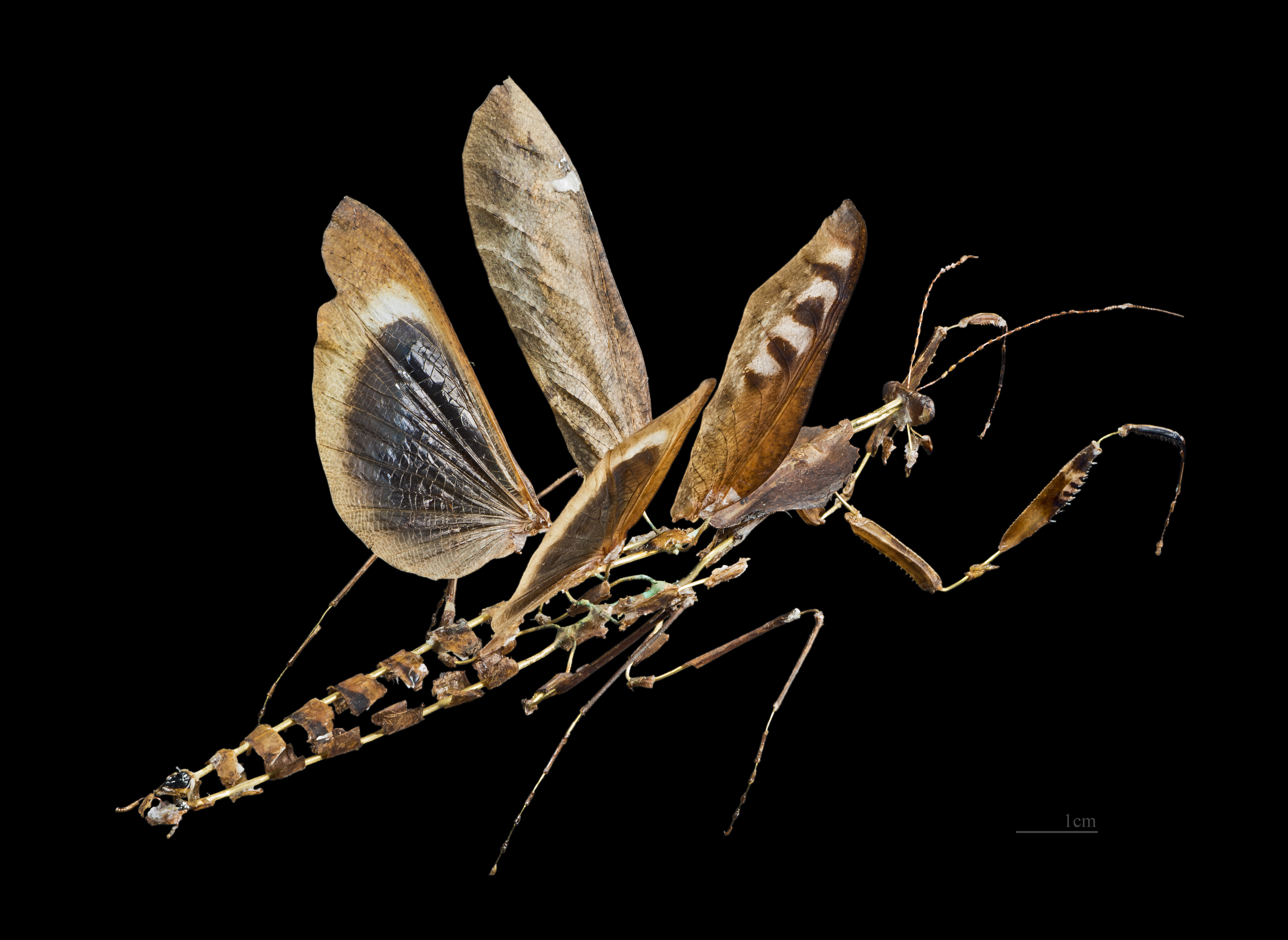
Männchen, präpariert mit der Beauchene-Technik

## Verbreitung
D. desiccata bewohnt Buschwerk und Tropische Wälder Borneos, Indonesiens, Malaysias, Sumatras und die der Philippinen.